# Margot Capelier
Pour les articles homonymes, voir Capelier et Leibowitch.
Margot Capelier, ou Marguerite Capelier, née Marguerite Leibowitch le 30 octobre 1910 à Paris et morte dans la même ville le 11 février 2007, est une directrice de casting et productrice française. Elle est considérée comme une des premières personnes à avoir exercer la profession de directrice de casting dont la tâche était auparavant dévolue au premier assistant,.

## Biographie

### Enfance et débuts au cinéma
Margot Capelier naît Leibowitch le 30 octobre 1910 à Paris dans une famille juive russe d'Odessa parlant yiddish.
Elle exerce de nombreuses professions dans le monde du cinéma de technicienne à scripte, secrétaire de production et régisseuse en passant rapidement par le statut de comédienne. Elle fait de courtes apparitions dans des films de Jean Renoir et Marcel Carné.
En 1943 pendant l'Occupation, Margot Capelier débute dans le monde du cinéma aux côtés de Jacques Prévert dont elle est l'assistante pour l’écriture du scénario des Enfants du paradis de Marcel Carné (où elle a été figurante).
Après la guerre, elle prend le nom de son mari Auguste Capelier est alors décorateur de cinéma. Elle devient régisseuse générale de production.

### Pionnière de la profession directrice de casting
À partir de 1955, Margot Capelier est pionnière de la profession directrice de casting pour des producteurs américains. De cette date à 1978, elle est la seule personne à exercer la profession de directrice de casting en France. Elle est connue pour le casting de La Grande Vadrouille de Gérard Oury, en 1966. Sa profession apparaît dans des génériques de films tels que la trilogie Trois couleurs (Bleu, Blanc, Rouge), La Reine Margot, Ceux qui m'aiment prendront le train, Rimbaud Verlaine, Valmont, La double vie de Véronique, Tenue de soirée, Moonraker…
Margot Capelier devient la figure incontournable de la profession et collabore longuement avec des réalisateurs internationaux Martin Ritt, Gérard Oury, Henri-Georges Clouzot, Fred Zinnemann, Otto Preminger, John Frankenheimer, Joseph Losey, Costa-Gavras, Bertrand Blier, Roman Polanski, Henri Verneuil, Krzysztof Kieslowski ou Patrice Chéreau. Elle contribue à former durant cette période Dominique Besnehard. Elle favorise les débuts d'Isabelle Adjani, Isabelle Huppert, Sophie Marceau, Juliette Binoche, Irène Jacob, Maria de Medeiros, Charlotte Gainsbourg, Anouk Grinberg, Laure Duthilleul, Lucas Belvaux, Christophe Lambert, Lambert Wilson et Patrick Bruel.
Elle est également actrice dans des films aussi divers que La belle Verte réalisé par Coline Serreau ou L'insoutenable légèreté de l'être, réalisé par Philip Kaufman.
Margot Capelier décède le 11 février 2007 de mort naturelle. Elle est incinérée au cimetière du Père-Lachaise.

## Filmographie

### Directrice de casting
- 1961 : Paris Blues de Martin Ritt
- 1964 : Et vint le jour de la vengeance de Fred Zinnemann
- 1965 : Lady L de Peter Ustinov
- 1966 : La Grande Vadrouille de Gérard Oury
- 1968 : La Prisonnière de Henri-Georges Clouzot
- 1973 : Chacal de Fred Zinnemann
- 1974 : Caravan to Vaccares
- 1974 : The Marseille Contract
- 1975 : Rosebud d'Otto Preminger
- 1975 : French Connection II de John Frankenheimer
- 1976 : Monsieur Klein de Joseph Losey
- 1977 : Bobby Deerfield de Sydney Pollack
- 1977 : Julia de Fred Zinnemann
- 1977 : La nuit, tous les chats sont gris
- 1978 : La Zizanie de Claude Zidi
- 1979 : Love You, je t'aime de George Roy Hill
- 1979 : Moonraker de Lewis Gilbert
- 1979 : French Postcards
- 1980 : Le Coup du parapluie de Gérard Oury
- 1981 : Psy de Philippe de Broca
- 1981 : Garde à vue de Claude Miller
- 1981 : Chanel solitaire de George Kaczender
- 1982 : Qu'est-ce qui fait courir David
- 1982 : La Truite de Joseph Losey
- 1982 : Five Days One Summer
- 1983 : Hanna K de Costa-Gavras
- 1983 : Le Marginal de Jacques Deray
- 1984 : L'Amour en héritage (Mistral's Daughter)
- 1984 : Nuits secrètes de William Hale
- 1984 : Les Voleurs de la nuit de Samuel Fuller
- 1985 : On ne meurt que deux fois de Jacques Deray
- 1986 : L'Unique
- 1986 : Conseil de famille de Costa-Gavras
- 1986 : Tenue de soirée de Bertrand Blier
- 1986 : Nazi Hunter: The Beate Klarsfeld Story
- 1987 : Lévy et Goliath de Gérard Oury
- 1987 : Vent de panique de Bernard Stora
- 1989 : Trop belle pour toi de Bertrand Blier
- 1989 : La Révolution française de Robert Enrico
- 1990 : Moi, Général de Gaulle de Denys Granier-Deferre
- 1990 : Europa Europa de Krzysztof Kieślowski
- 1990 : The fatal image
- 1991 : La Double Vie de Véronique de Krzysztof Kieślowski
- 1991 : La Montre, la Croix et la Manière
- 1992 : Olivier, Olivier de Agnieszka Holland
- 1993 : Trois couleurs : Bleu de Krzysztof Kieślowski
- 1994 : Je voudrais descendre
- 1994 : Trois couleurs : Blanc de Krzysztof Kieślowski
- 1994 : La Reine Margot de Patrice Chéreau
- 1994 : Trois couleurs : Rouge de Krzysztof Kieślowski
- 1995 : Rimbaud Verlaine (Total Eclipse) de Agnieszka Holland
- 1998 : Ceux qui m'aiment prendront le train de Patrice Chéreau
- 1998 : Voleur de vie de Yves Angelo
- 1998 : Ronin de John Frankenheimer
- 1998 : Le Poulpe de Guillaume Nicloux

### Productrice
- 1956 : Papa, Maman, ma Femme et moi
- 1958 : Toi, le venin
- 1960 : Les Yeux sans visage
- 1963 : Un drôle de paroissien
- 1967 : Mise à sac

### Actrice
- 1937 : Drôle de drame
- 1988 : L'Insoutenable Légèreté de l'être
- 1992 : À demain
- 1994 : Grosse fatigue
- 1996 : La Belle Verte